# Sala Al Jadida
Pour les articles homonymes, voir Sala Al Jadida (homonymie).
Sala Al-Jadida (en arabe : سلا الجديدة) dite la nouvelle Salé  ou New Salé  est une ville marocaine. Elle est située géographiquement au sud de Salé.
Elle fait partie de l'arrondissement Hssaine[réf. souhaitée].

## Étymologie
Après que le roi feu Hassan II ordonna de commencer les travaux pour construire une nouvelle ville près de la capitale Rabat et Salé, il fallait donner un nom approprié pour cette ville, et il a donc été décidé de la nommer Sala Al-Jadida du fait qu'elle est comprise dans le périmètre de la commune urbaine de Salé, en plus d'être située sur la rive nord du Bouregreg.

## Technopolis
La zone industrielle Technopolis est une technopole marocaine située à l'est des quartiers résidentiels de Sala Al-Jadida. Lancée en avril 2007, la première phase de 107 hectares a été inaugurée le 11 octobre 2008 par le roi Mohammed VI. Une deuxième tranche amènera la superficie globale à 300 hectares.
- Objectifs

Technopolis est la matérialisation de la nouvelle vocation de la métropole capitale dans le secteur des nouvelles technologies. S'inscrivant dans le cadre du programme gouvernemental de développement sectoriel Émergence, cette vocation est orientée par la volonté d'affirmer la place du Maroc dans le secteur des industries et de la connaissance (avec notamment l'implantation de l'Université internationale de Rabat).

## Enseignement
- Enseignement supérieur :
  - Université internationale de Rabat
  - Faculté des sciences juridiques, économiques et sociales de Sala Al-Jadida

- Formation professionnelle :
  - Institut spécialisé de technologie appliquée (ISTA)

- Établissements scolaires :

- Lycée Allal El Fassi
- Lycée Mohammed El-berdouzy
- Lycée Hassan II
- Lycée Mohamed VI
- Lycée Abi Chouaib Doukali
- College Allal Ben abdellah
- College Maghreb Al Arabi
- College Reda Slaoui
- College Abdellah Guenoun
- College Mohamed Beliamani
- École Sidi Ben Acher
- École Sidi Abdellah Ben Hassoun
- École Abdallah Sbihi
- École 11 janvier
- École Sadiq Bellarbi
- École Omar Ben Abdelaaziz
- Lycėe  Mohamed El Barroudi
- École Touria SEKKAT
- Complexe Scolaire Khalil Abdelhafid (CSKA)
- Groupe Scolaire Les Nobles (GSN)
- Institut ELFARISS MATERNELLE ET PRIMAIRE
- Institut Adam Privé
- Groupe Scolaire Abdelmajid Rhafiri
- Groupe scolaire Al Amana

## Équipements Collectifs
- Agence de Maroc Telecom
- Centre Commercial Al-Maarid
- Maison de Culture
- Piscine Couverte
- Complexe Socio-Sportif de Proximité
- Maison de Jeunesse

## Lien